# Каркоза

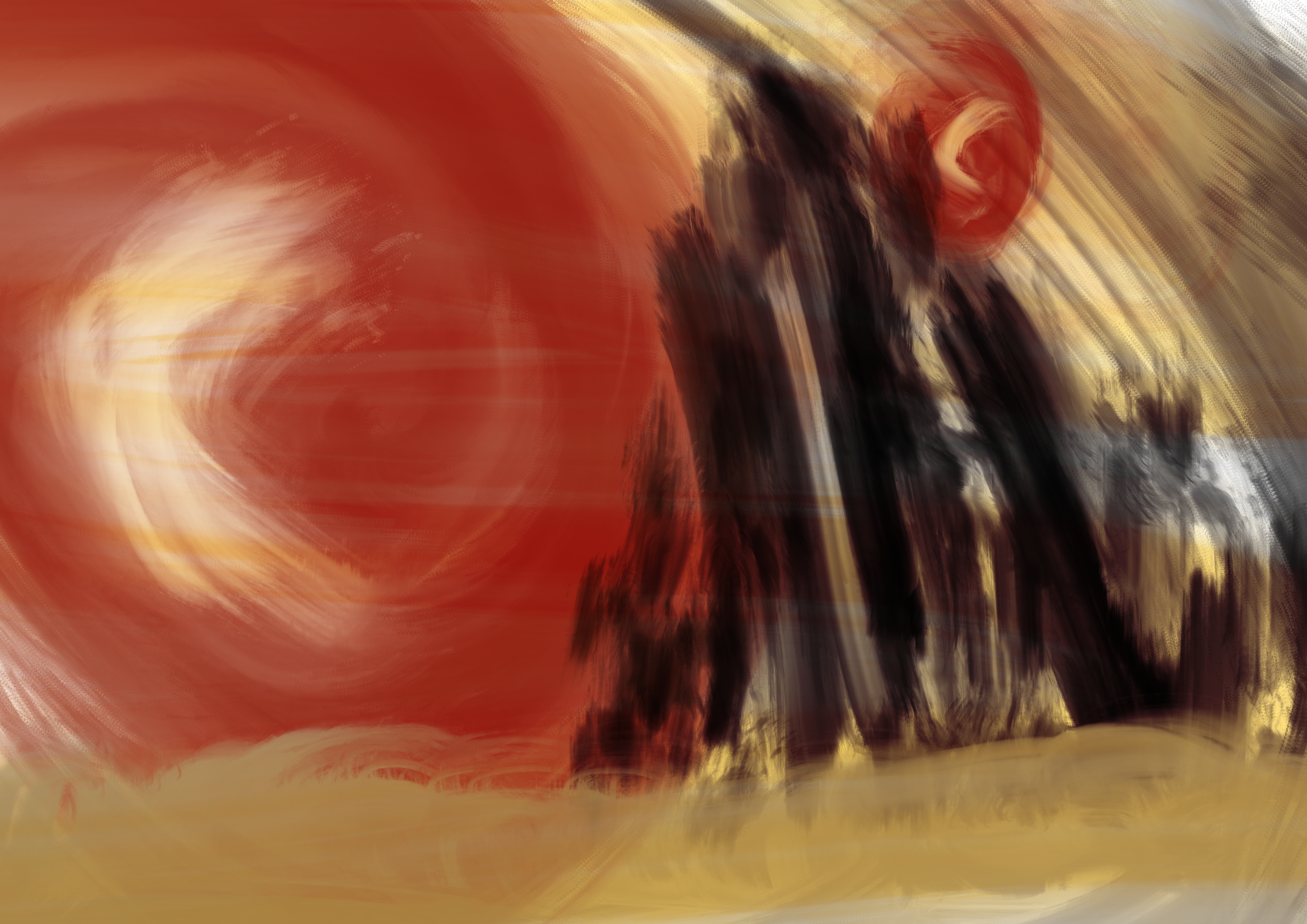
Абстрактное изображение Каркозы с темными башнями, двумя солнцами, туманным озером и странными лунами. Художник Дронебог

Карко́за (англ. Carcosa) — вымышленный город из рассказа Амброза Бирса «Житель Каркозы» (1886). В рассказе Каркоза — это древний и загадочный город, развалины которого созерцает душа героя после физической смерти. Город почти не описан и рассматривается только после его разрушения.
Американский писатель Роберт Чемберс позаимствовал название «Каркоза» для своих рассказов, которые вошли в сборник «Король в жёлтом», вдохновив тем самым поколения авторов аналогичным образом использовать Каркозу в своих произведениях.

## Вдохновение
В рассказе Бирса «Житель Каркозы» (1886) имя Хали является автором мистической книги. Возможно, название происходит от французского города Каркассон на юге Франции, известного своими развалинами (латинское название города — Carcaso). Образ Каркозы вдохновлен картинами готической живописи, на которых часто изображают потерявшихся путников и древние руины.

## Описание
Каркоза включает:
- Чёрные звёзды на ярком небе
- Две чёрные звезды
- Озеро Хали
- Чёрные парящие башни
- Промозглые ветра
- «Демхе» и его «облачные глубины»

Озеро Хали (англ. Lake Hali) — туманное озеро недалеко от города Хастур. Роберт Чемберс упоминает Озеро Хали на берегу которого стоят загадочные города Алар и Каркоза; а также упоминает город Хастур, Йхтилл, скопления Гиады и Альдебаран. Лавкрафт упоминает этот город, как и последовавшие за ним авторы. В рассказе «Житель Каркозы» Хали является автором цитат, а ныне он мёртв (по крайней мере, на временной шкале истории). Несколько других мест упоминаемых в трудах Чемберса почти не описываются: Хастур, Йхтилл и Альдебаран, Гиады. Жёлтый Знак, описанный как жуткий символ, что не похож не какой-либо человеческий алфавит, предположительно происходит из того же места, что и Каркоза. Ещё одно связанное с ним имя, — «Демхе» и его «облачные глубины», которые никогда не описываются ни Чемберсом, ни другими авторами, поэтому неизвестно, что или кто именно «Демхе». Мэрион Зиммер Брэдли (и Дайана Л. Пэксон после смерти Брэдли) также использовала эти имена в своей серии «Дарковер».

## «Король в Жёлтом»
Каркоза более широко использовалась в сборнике рассказов Роберта Чемберса, опубликованного в 1895 году, под названием «Король в жёлтом». Чемберс читал работы Бирса и позаимствовал несколько имен, включая Каркозу, Хали и Хастура. В рассказах появляется апокрифическая пьеса «Король в жёлтом», которая сводит с ума любого, кто её прочтет. В этой пьесе герои говорят о Каркозе — это загадочное, древнее, туманное и, возможно, проклятое место. Самое точное описание его местонахождения — это берега озера Хали, то ли на другой планете, то ли в Ином мире.

## «Мифы Ктулху»
Каркоза часто упоминается в рассказах последователей «Мифах Ктулху», хотя, это место появилось задолго до того, как развился этот поджанр. Более поздние писатели, в том числе Лавкрафт и его многочисленные поклонники, стали большими поклонниками творчества Чемберса и включили имя Каркозы в свои произведения. Имена Король в жёлтом и Каркоза вдохновили многих современных авторов, в том числе: Карл Эдвард Вагнер («Река ночных грез»), Джозеф Пулвер («Карл Ли и Кассильда»), Лин Картер, Джеймс Блиш, Майкл Циско («Он Будут там»), Энн К. Швадер, Роберт Прайс, Галад Эльфландссон, Саймон Странцас («За берегом реки Сены»), Чарльз Стросс (в серии «Файлы прачечной»), Андерс Фагер и С. М. Стерлинг (в серии Эмберверс).
Лавкрафт в своем эссе «Сверхъестественный ужас в литературе» пишет, что в Каркозе действовал Культ Хастура.

## Влияние
В первом сезоне сериала «Настоящий детектив» (2014) Каркоза (Каркоса) фигурирует как вполне реальное место (заброшенный форт) в штате Луизиана, где на протяжении двух десятков лет совершаются ритуальные убийства.
Город также появляется на официальной карте вымышленной Вселенной серии романов «Песнь Льда и Огня» Джорджа Мартина, опубликованной в 2012 году.
Каркоса — часть игры в альтернативной реальности (ARG), связанной с игрой Ready Or Not.
В настольной игре «Pathfinder» описано, что Хамен-Дор, чудовище в виде поганок, костей, трупов обитает в Каркозе, откуда явился Хастур, который слился с телами и душами тех, кто попал в Каркозу.
Также подобный город имеется в файлах фонда scp (2264— «При дворе Аллагады»).